# Municipio de Falls (condado de Wyoming)
El municipio de Falls (en inglés: Falls Township) es un municipio ubicado en el condado de Wyoming en el estado estadounidense de Pensilvania. En el año 2000 tenía una población de 1,997 habitantes y una densidad poblacional de 37,3 personas por km².

## Geografía
El municipio de Falls se encuentra ubicado en las coordenadas 41°30′06″N 75°47′59″O / 41.50167, -75.79972.

## Demografía
Según la Oficina del Censo en 2000 los ingresos medios por hogar en la localidad eran de $35,571 y los ingresos medios por familia eran $39,886. Los hombres tenían unos ingresos medios de $35,091 frente a los $20,650 para las mujeres. La renta per cápita para la localidad era de $16,392. Alrededor del 9,8% de la población estaban por debajo del umbral de pobreza.